# 1916년 미국 상원의원 선거
1916년 미국 상원의원 선거는 1916년 11월 7일에 1916년 미국 하원의원 선거와 함께 대통령 선거와 같이 치러졌다. 민주당은 54석을 차지하여서 2석의 상원의원직을 잃었으나 과반인 49석을 넘겨서 원내 과반을 유지하였다.
한편 공화당은 2석의 상원의석을 추가하여서 40석에서 42석으로 늘어나서 영향력을 증대하였으나 원내 과반에 미치지 못하였다. 민주당은 이전 선거에서 공화당이 차지한 지역에서 2석을 확보하였고, 공화당은 이전 선거에서 민주당이 차지한 지역에서 7석을 확보하였다.

## 선거 결과
| 정당   | 의석 수 |
| ------ | ------- |
| 민주당 | 54석    |
| 공화당 | 42석    |